# Kate Fleron
Kate Fleron Jacobsen (16. juni 1909 i København – 5. marts 2006) var en dansk modstandskvinde og skribent, der under Besættelsen var redaktør på Frit Danmark. Hun fik sæde i Frihedsbevægelsens Samråd, der i sommeren 1945 afløste Danmarks Frihedsråd.
Hun udgav blandt andet bogen Kvinder i Modstandskampen i 1945. Under besættelsen udgav hun debatbogen Afsporet Ungdom. En Appel til danske Forældre.
Hun modtog PH-prisen 1972.
Fleron var modstander af ægteskab, men levede i mange år sammen med chefredaktør Aage Schoch, som hun i 1949 fik en datter med.